# Acanthiza
Acanthiza is een geslacht van vogels uit de familie Australische zangers (Acanthizidae). Het geslacht telt 14 soorten.

## Soorten
- Acanthiza apicalis  – Roodstuitdoornsnavel
- Acanthiza chrysorrhoa  – Geelstuitdoornsnavel
- Acanthiza cinerea  – Grijze doornsnavel
- Acanthiza ewingii  – Tasmaanse doornsnavel
- Acanthiza inornata  – Kaap leeuwin-doornsnavel
- Acanthiza iredalei  – Mulgadoornsnavel
- Acanthiza katherina  – Athertondoornsnavel
- Acanthiza lineata  – Twijgdoornsnavel
- Acanthiza murina  – Papoeadoornsnavel
- Acanthiza nana  – Gele doornsnavel
- Acanthiza pusilla  – Bruine doornsnavel
- Acanthiza reguloides  – Vaalstuitdoornsnavel
- Acanthiza robustirostris  – Grijsrugdoornsnavel
- Acanthiza uropygialis  – Roodstaartdoornsnavel